# This Is a Call
This Is a Call is een nummer van de Amerikaanse rockband Foo Fighters uit 1995. Het is de eerste single van hun titelloze debuutalbum.
Het nummer werd een hit(je) in het Verenigd Koninkrijk, Canada, Ierland, Oceanië en Nederland. In de Nederlandse Top 40 haalde het nummer de 38e positie. In de Verenigde Staten haalde "This Is a Call" geen hitlijsten. Wel betekende het nummer daar het tv-debuut van de Foo Fighters. Ze speelden het nummer live tijdens een uitzending van de Late Show with David Letterman. Door dit tv-optreden werd David Letterman een grote fan van de band en de Foo Fighters hebben sindsdien elf keer opgetreden in de show.